# Гиря, Ольга Александровна
О́льга Алекса́ндровна Ги́ря (род. 4 июня 1991, Лангепас) — российская шахматистка, гроссмейстер (2021). Международный гроссмейстер среди женщин (2009 год), гроссмейстер России (14 августа 2013 года).
В составе сборной России участница 39-й Олимпиады (2010 — за 2-ю сборную) в Ханты-Мансийске, 4-го командного чемпионата мира (2013) в Астане, 41-й Олимпиады (2014). В ноябре 2021 года в Риге она заняла 15-е место на турнире «Большая женская швейцарка ФИДЕ».

## Достижения
- Победительница Высшей лиги Чемпионата России 2014;
- Обладательница Кубка России 2014[3];
- Серебряный (2015) и бронзовый (2013) призёр чемпионатов мира в составе национальной команды;
- Серебряный призёр командного чемпионата Европы 2013 года;
- Чемпионка Европы в командном составе 2017 и 2019 годов;
- Чемпионка мира в командном составе 2017 года в Ханты-Мансийске;
- Олимпийская чемпионка 2014 года.
- Серебряный призёр чемпионата России 2018 года.
- Чемпионка России 2019 года.

## Изменения рейтинга
| Графики недоступны из-за технических проблем. См. информацию на Фабрикаторе и на mediawiki.org. |